# Fulvaria brunnearia
Fulvaria brunnearia är en fjärilsart som beskrevs av Kruger 1939. Fulvaria brunnearia ingår i släktet Fulvaria och familjen mätare. Inga underarter finns listade i Catalogue of Life.